# El Paso County (Texas)
El Paso County je nejzápadnější okres ve státě Texas v USA. K roku 2010 zde žilo 800 647 obyvatel. Správním městem okresu je El Paso. Celková rozloha okresu činí 2 629 km².